# کوه تینگار
کوه تینگار یک کوه است که در مصر واقع شده‌است.